# Municipio de Ransom (Carolina del Norte)
El municipio de Ransom (en inglés: Ransom Township) es un municipio ubicado en el  condado de Columbus en el estado estadounidense de Carolina del Norte. En el año 2010 tenía una población de 4.809 habitantes.

## Geografía
El municipio de Ransom se encuentra ubicado en las coordenadas 34°19′52.61″N 78°15′52″O / 34.3312806, -78.26444.